# Gimmelwald
Gimmelwald là một ngôi làng nhỏ ở vùng Berner Oberland ở Thụy Sĩ, nằm ở giữa đoạn đường lên núi từ Stechelberg đến Mürren, với độ cao 1363 mét (4472 feet). Ngôi làng nằm ở chân của khu di sản UNESCO, Vùng bảo tồn Jungfrau-Aletsch. Gimmelwald là một ngôi làng nói tiếng Alemanni và một khu vực nói tiếng Walser lần đầu tiên được nhắc đến trong một khế ước vào năm 1346. Nhờ vẻ đặc trưng và đặc biệt, Gimmelwald là một Vùng bảo tồn văn hóa Thụy Sĩ.
Gimmelwald là một trong những ngôi làng duy nhất còn lại ở Thuỵ Sĩ mà không thể đến được bằng xe (không có đường nối) và do đó cũng hầu như không có xe cộ di chuyển. Cáp treo Schilthorn dừng ở Gimmelwald và từ đó có thể đón một cáp treo khác chạy từ Gimmelwald đến Mürren. Nông nghiệp và du lich là nguồn thu chính của làng ngày nay. Người nông đân trồng cỏ và phơi khô trên những mảnh đất nhỏ để cho bò ăn. Vào mùa đông, người nông dân cũng thường làm thêm việc cho cáp treo Schilthorn như điều khiển cáp treo trượt tuyết hoặc lau chùi dụng cụ trượt tuyết.
Vào năm 2003, dân số của Gimmelwald là 130 người. Trường học địa phương đóng cửa vào năm 2010 vì không có đủ học sinh theo học. Học sinh ở làng bây giờ đi học trường ở Lauterbrunnen.